# Реактивность ядерного реактора
Реактивность ядерного реактора — безразмерная величина, характеризующая поведение цепной реакции деления в активной зоне ядерного реактора и выражаемая соотношением:
{\displaystyle \rho ={{k_{ef}-1} \over k_{ef}}},
в котором {\displaystyle k_{ef}} означает эффективный коэффициент размножения нейтронов.
Реактивность зависит от формы реактора, расположения материалов в нём и нейтронно-физических свойств этих материалов. Является интегральным параметром ядерного реактора, то есть характеризует весь реактор в целом.
В разных случаях для удобства величина реактивности может выражаться в процентах, эффективных долях запаздывающих нейтронов, "долларах" (единица реактивности) и их сотых долях центах и т. д.

## Связь с мощностью
В зависимости от знака реактивности нейтронная мощность реактора ведёт себя по-разному. Например, при отсутствии дополнительного внутреннего источника нейтронов и обратных связей в ядерном реакторе выделяют три различных состояния.
- Если {\displaystyle \rho =0,k_{ef}=1}, то нейтронная мощность не изменяется. Такое состояние реактора называют критическим.
- Если {\displaystyle \rho >0,k_{ef}>1}, то нейтронная мощность после затухания переходных процессов будет увеличиваться. Такое состояние реактора называют надкритическим.
- Если {\displaystyle \rho <0,k_{ef}<1}, то нейтронная мощность после затухания переходных процессов будет уменьшаться. Такое состояние реактора называют подкритическим.

Если более точно, реактивность {\displaystyle \rho } входит в качестве параметра в простейшую приближённую модель ядерного реактора, записанную в точечном приближении:
{\displaystyle N'(t)={\frac {\rho -\beta }{\Lambda }}N(t)+\lambda C(t)+S(t),}
{\displaystyle C'(t)={\frac {\beta }{\Lambda }}N(t)-\lambda C(t).}
Здесь N(t) — полное число нейтронов в реакторе, {\displaystyle C(t)} — количество эмиттеров запаздывающих нейтронов, {\displaystyle \beta } — эффективная доля запаздывающих нейтронов, {\displaystyle \lambda ,c^{-1}} — постоянная времени распада эмиттеров запаздывающих нейтронов, {\displaystyle \Lambda (\rho )\,,c} — среднее время жизни мгновенных нейтронов в реакторе (зависит от реактивности), {\displaystyle S(t)} — интенсивность других источников нейтронов (спонтанный распад, пусковой источник нейтронов и т. п.).
В энергетических ядерных реакторах поведение нейтронного поля имеет намного более сложный характер, чем в представленной выше модели. Нейтронное поле зависит от пространственной, угловой и энергетической переменных, от влияния различного типа обратных связей, эффектов отравления, выгорания и пр. Учёт этих факторов приводит к нелинейному интегро-дифференциальному уравнению нейтронного поля, из которого следует, что нет однозначной связи между реактивностью реактора и изменением его нейтронной мощности в текущий момент времени.
Например, если нейтроны в начальный момент времени располагались в местах где они с большей вероятностью теряются, то до тех пор пока не установится одинаковая во всех точках реактора относительная скорость изменения количества нейтронов, будет наблюдаться тенденция снижения мощности. Верно и обратное, начальное распределение плотности потока нейтронов может быть таким, что в начале процесса нейтронная мощность будет расти при отрицательной реактивности.

## Использование на практике
Реактивность находит широкое применение на практике, так как с помощью этого параметра удобно характеризовать степень отклонения реактора от его критического состояния. Например, построив зависимость реактивности от глубины погружения поглощающего стержня в активной зоне, можно определить такое положение стержня, при котором мощность реактора будет постоянной.
Кроме этого, при небольших отклонениях от нулевого значения (околокритическое состояние реактора) реактивность обладает свойством аддитивности, что позволяет приписывать органам регулирования соответствующие им значения эффективностей (например, вес стержня).
С использованием реактивности вводятся понятия, характеризующие в первом приближении устойчивость и безопасность реакторной установки: эффекты и коэффициенты реактивности.
В практике эксплуатации ядерных энергетических установок эффекты и коэффициенты реактивности применяются в качестве
- контрольных параметров, по которым оценивается уровень безопасности ядерного реактора;
- реперов, по которым производится верификация программных средств реакторного расчёта.

По этим причинам на действующих реакторных установках проводятся периодические измерения эффектов и коэффициентов реактивности.
В целом, несмотря на широкое применение термина реактивность и его производных, их использование на практике для предсказания реального поведения ядерного реактора сильно ограничено условиями выполнения точечного приближения: физически-небольшой размер реактора или однородные, малые по величине возмущения.

## Единицы измерения реактивности
Реактивность — безразмерная величина, это просто число, и особых единиц для измерения реактивности не требуется. Однако на практике для её измерения используются различные относительные и условные единицы:
1. реактивность может измеряться в процентах, то есть в единицах, равных одной сотой от единицы, вытекающей из определения реактивности. 
2. реактивность измеряется в обратных часах. Эта единица употребляется для малых реактивностей при измерениях периодов реактора. Обратный час есть такая реактивность, которой соответствует установившийся период реактора в 1 ч.
3. реактивность измеряется в единицах β (доли запаздывающих нейтронов) — так называемых долларах и их производных, центах (за один доллар принимается реактивность, равная β; центы же составляют сотые доли реактивности). Поскольку р = β, является предельным значением реактивности управляемого на запаздывающих нейтронах реактора, понятно, почему такая величина реактивности принята за единицу — тем более что абсолютная величина этой единицы зависит от типа ядерного топлива. Так, β 239Pu (0,0021 или 0,21 %) в три раза меньше, чем β 235U (0,0065 или 0,65 %), и реактивность, выраженная в абсолютных единицах, не всегда указывает на то, насколько она близка к предельному значению. Реактивность в центах всегда выражена в долях её предельного значения, и такое представление реактивности является универсальным.

## Управление реактивностью
Реактивность ядерного реактора изменяется путём перемещения в активной зоне элементов управления цепной реакцией — цилиндрической или другой формы регулирующих стержней, материал которых содержит вещества, сильно поглощающие нейтроны (бор, кадмий и др.). Один такой стержень при полном погружении в активную зону вносит отрицательную реактивность или, как говорят, связывает реактивность реактора в несколько тысячных. Величина связываемой реактивности зависит как от материала и величины поверхности стержня, так и от места погружения в активную зону, поскольку число поглощённых нейтронов в материале стержня зависит от нейтронного потока, который минимален в периферийных частях активной зоны. Удаление стержня из активной зоны сопровождается освобождением реактивности, а так как стержень всегда перемещается вдоль своей оси, то приращение реактивности характеризуется изменением положения в активной зоне конца стержня. При полностью погруженном стержне связывается максимально возможная реактивность, однако при этом перемещение стержня на заданную долю его полной длины, например на одну сотую, вызывает наименьшее изменение реактивности реактора, ибо конец стержня перемещается в области с самым низким потоком нейтронов.
Если стержень погружен наполовину, он связывает половину возможной реактивности, но теперь перемещение стержня на ту же долю длины вверх сопровождается максимальным освобождением реактивности. В этом последнем случае величина освобождаемой реактивности превосходит в два раза среднюю реактивность, связываемую той же долей длины стержня. Если для определенности предположить, что полная связываемая стержнем реактивность равна 5⋅10−3, то освобождение реактивности при перемещении стержня на одну сотую его длины не превышает 10−4. Высота активной зоны реактора обычно более метра, а положение конца регулирующего стержня фиксируется с точностью, много большей, чем сантиметр. В результате оказывается, что в диапазоне реактивностей от нуля до максимальной реактивность реактора может контролироваться с точностью до 10−5, а установившиеся периоды, соответствующие таким малым реактивностям, измеряются часами. В отсутствие запаздывающих нейтронов контроль реактивности с точностью до 10−5 был бы явно недостаточным.